# مارك إي. بيترسن
مارك إي. بيترسن (بالإنجليزية: Mark E. Petersen)‏ هو كاتب أمريكي، ولد في 7 نوفمبر 1900 في سولت ليك في الولايات المتحدة، وتوفي بنفس المكان في 11 يناير 1984 بسبب سرطان.